# ザランジュ
- ザランジュ
- ザランジ

ザランジュ（ペルシア語/パシュトー語/バローチー語: زرنج、ラテン文字転写:Zaranj）はアフガニスタン南西部に位置する同国の都市である。ニームルーズ州の州都で、人口は2024年現在49,851人。アフガニスタン国内を一周する環状の高速道路でラシュカルガー、カンダハール、ファラー、ザーボルと結ばれている。
中東と中央アジア、南アジアを繋げる交通の要衝のひとつである、エイブレシャム出入国管理局がイランとの国境線沿いに置かれており、約21km東にはザランジュ空港が位置している。
ザランジュの歴史は約1200年前にサッファール朝を樹立したヤアクーブ・アル＝サッファールにまで遡る。

## 歴史
古ペルシア語で「水の島」という意味がある「ズランカ」が名前の由来である。ギリシア語ではドランギアナと呼ばれ、アケメネス朝の都市の由来ともなった。ジラやザランジア、ズラーニなどの発音が確認されている。
アケメネス朝においてズランカと呼ばれる都市はドランギアナの首都であり、おおよそ現在のスィースターンに位置していた。アラブ人の地理学者によると、後にズランカは放棄され、その地はヘルマンド川から水を引き、ラム・シャフリスタンという都市として発展するが、河川の氾濫により一帯の住民が北方へ避難し、定住した場所がスィースターンの約4.4km北に位置する現在のザランジュであるという。当時のザランジュは古代末期に作成された道路地図であるポイティンガー図にて確認できる。

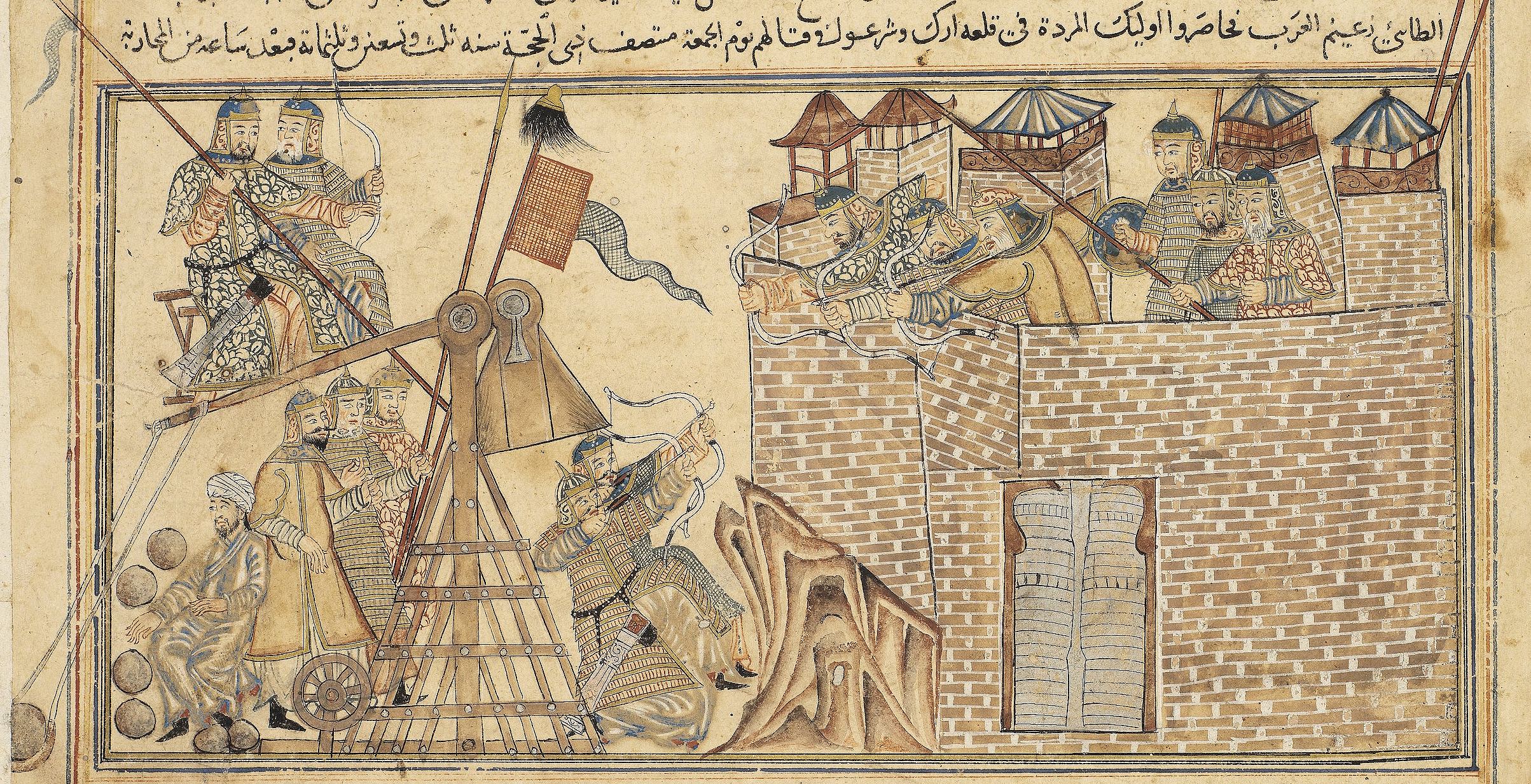
ヒジュラ暦393年ズー・アルヒッジャ月（1003年10月）にマフムードの軍隊がスィースターン方面のアルク城塞を攻め落としている場面　（エディンバラ本『集史』「ガズナ朝史」より）

651年にザランジュを含むホラーサーン地帯がイスラム教勢力に支配されると、661年には領土拡大のための駐屯地が建立された。これとは別に、6世紀から8世紀末にはネストリウス派のヤコブ司教区が置かれたという記録も残っている。9世紀頃には銅細工師のヤアクーブ・アル＝サッファールによって開かれたサッファール朝の首都が置かれた。サッファール朝は900年にサーマーン朝に、サーマーン朝は1003年にガズナ朝のマフムードによって滅ぼされた。ザランジュは後にゴール朝、ティムール朝、サファヴィー朝などの一部となる。
1738年にナーディル・シャーによって支配されるまではパシュトゥーン人によるホータキー朝の都市であったが、18世紀中頃からはカラハン朝の領土となった。1968年まではファーラー・チャカンスール州として知られていたが、後にニームルーズ州とファーラー州に分離し、ザランジュはニームルーズ州の州都となった。

### ターリバーンによる占拠
2021年8月6日ターリバーンによってザランジュが接収され、2021年の攻撃でターリバーンに攻略された最初の州都となった。アフガニスタン政府はラシュカルガーの戦いに専念していたため、ターリバーンはザランジュの抵抗はほとんど無かったと述べている。ザランジュを占拠すると程なくして、ターリバーンは刑務所を破壊し多数の囚人を解放した。
2022年3月8日ニューヨーク・タイムズは、ターリバーンの厳しい経済状況を脱するために、イランへの密入国を求める数十万人のアフガン人の手助けを行う業者が蔓延っていると報じた。ザランジュのほぼ全ての住人が、一方的に巻き込まれたり、積極的に密入国のビジネスに関わっている、とも報告されている。

## 気候
ザランジュは降水量が極端に少なく、寒暖差が激しい熱帯砂漠気候(BWh)である。夏季の気温は50℃にも達し、降雪は稀であるが、2016年11月27日に確認されている。
| Zaranjの気候           | Zaranjの気候 | Zaranjの気候 | Zaranjの気候 | Zaranjの気候 | Zaranjの気候 | Zaranjの気候 | Zaranjの気候 | Zaranjの気候 | Zaranjの気候 | Zaranjの気候 | Zaranjの気候 | Zaranjの気候 | Zaranjの気候  |
| 月                     | 1月          | 2月          | 3月          | 4月          | 5月          | 6月          | 7月          | 8月          | 9月          | 10月         | 11月         | 12月         | 年            |
| ---------------------- | ------------ | ------------ | ------------ | ------------ | ------------ | ------------ | ------------ | ------------ | ------------ | ------------ | ------------ | ------------ | ------------- |
| 最高気温記録 °C （°F） | 24.1 (75.4)  | 30.6 (87.1)  | 37.0 (98.6)  | 45.0 (113)   | 51.0 (123.8) | 49.7 (121.5) | 49.3 (120.7) | 50.0 (122)   | 49.7 (121.5) | 42.0 (107.6) | 36.0 (96.8)  | 27.8 (82)    | 51 (123.8)    |
| 平均最高気温 °C （°F） | 14.3 (57.7)  | 18.7 (65.7)  | 25.0 (77)    | 32.6 (90.7)  | 37.3 (99.1)  | 42.8 (109)   | 42.5 (108.5) | 41.3 (106.3) | 37.0 (98.6)  | 31.2 (88.2)  | 23.1 (73.6)  | 17.7 (63.9)  | 30.29 (86.53) |
| 日平均気温 °C （°F）   | 6.5 (43.7)   | 10.0 (50)    | 15.7 (60.3)  | 23.3 (73.9)  | 29.1 (84.4)  | 33.4 (92.1)  | 35.0 (95)    | 32.3 (90.1)  | 27.2 (81)    | 21.9 (71.4)  | 13.1 (55.6)  | 8.7 (47.7)   | 21.35 (70.43) |
| 平均最低気温 °C （°F） | 0.1 (32.2)   | 2.9 (37.2)   | 7.7 (45.9)   | 14.7 (58.5)  | 20.0 (68)    | 25.2 (77.4)  | 27.3 (81.1)  | 24.9 (76.8)  | 18.5 (65.3)  | 12.3 (54.1)  | 4.8 (40.6)   | 0.7 (33.3)   | 13.26 (55.87) |
| 最低気温記録 °C （°F） | −13.2 (8.2)  | −8.2 (17.2)  | −5.2 (22.6)  | 1.0 (33.8)   | 5.0 (41)     | 16.0 (60.8)  | 18.4 (65.1)  | 13.2 (55.8)  | 3.9 (39)     | −2.7 (27.1)  | −7.1 (19.2)  | −8.8 (16.2)  | −13.2 (8.2)   |
| 降水量 mm （inch）     | 19.7 (0.776) | 9.9 (0.39)   | 11.2 (0.441) | 2.4 (0.094)  | 0.6 (0.024)  | 0.0 (0)      | 0.0 (0)      | 0.0 (0)      | 0.0 (0)      | 1.2 (0.047)  | 1.4 (0.055)  | 5.1 (0.201)  | 51.5 (2.028)  |
| 平均降雨日数           | 3            | 2            | 2            | 2            | 0            | 0            | 0            | 0            | 0            | 0            | 1            | 1            | 11            |
| % 湿度                 | 55           | 50           | 44           | 40           | 35           | 29           | 28           | 29           | 33           | 41           | 49           | 54           | 40.6          |
| 出典：NOAA (1969-1983) |              |              |              |              |              |              |              |              |              |              |              |              |               |

## ルート606
デラーラーム・ザランジュ高速道路、通称ルート606は長さ217kmの、インドによって建設された対面通行路で、ファラー州デラーラームとイラン国境付近のザランジュを結んでいる。カンダハール・ヘラート高速道路にデラーラームで接続されており、アフガニスタン環状道路(A01)を経由して他の主要道路との橋渡しを担う。従来デラーラームからザランジュまでは12-14時間を要していたが、ルート606によってわずか2時間まで短縮された。インドとイランは2016年5月にルート606とチャバハール港を鉄道・道路で接続することを可決した。